# Shide Group
Die Shide Group (auch Dalian Shide Group) ist ein privater Mischkonzern mit Hauptsitz in der nordostchinesischen Hafenstadt Dalian. Das Firmenkonglomerat besteht aus über 60 Einzelgesellschaften mit teils weltweiten Aktivitäten und ist an der Börse Shanghai notiert. Der Umsatz der Gruppe lag 2011 bei 12,1 Mrd. Yuan (1,92 Mrd. US-Dollar).

## Unternehmen
Gegründet wurde das Unternehmen 1992 als Erdbaufirma und Maschinenhersteller Dalian Shide Machinery Construction Corporation. Im Zuge des Baubooms in China wuchs das Unternehmen rasch und diversifizierte in andere Bereiche. Hauptgeschäft ist heute die Herstellung von Bauelementen aus Kunststoff; hierin ist Shide Marktführer in der Volksrepublik China und eines der größten weltweit. Weitere große Geschäftsbereiche sind Petrochemie und Herstellung von Elektro-Haushaltsgeräten (u. a. Durchlauferhitzer), daneben ergänzte Shide seine Aktivitäten um die Bereiche Sport, Gesundheitswesen, Versicherungen und Finanzdienstleistungen und mehr.
Das Flaggschiff der Gruppe ist die 1995 gegründete Firma Dalian Shide Plastics Industry. Zu deren Hauptprodukten  gehören aus PVC hergestellte Bauelemente, vor allem Fenster, Türen, Rohre und Bedachungsmaterialien. Kooperationen bestehen unter anderem mit den Unternehmen Formosa Petrochemical, DuPont, LG, Kronos, Taiyo, Mitsubishi Chemical, Greiner, Chemson und Theysohn.
Im Sportsektor ist die Shide Group vor allem bekannt geworden durch den Kauf des Fußballclubs Dalian Shide (1999 Erwerb eines Anteils von 30 %, seit 2000 Alleineigentümer, 2012 an die Dalian Aerbin Group verkauft und in Dalian Aerbin FC umbenannt). Das Stadion von Dalian war ebenfalls nach dem Unternehmen benannt worden. Zeitweise gehörten auch weitere Fußballklubs wie Sichuan Guancheng, Dalian Saidelong und Dalian Shide Siwu dem Unternehmen.

## Xu Ming
Gründer, Vorstandsvorsitzender und CEO der Shide Group war Xu Ming. Xu Ming stand laut Forbes Magazine 2005 auf Rang 11 der reichsten Chinesen und 2011 mit einem geschätzten Vermögen von umgerechnet rund 690 Millionen US-Dollar (etwa 520 Millionen Euro) auf Rang 256. Er galt als Vertrauter von Bo Xilai, der Bürgermeister und KP-Vorsitzender von Dalian, danach Handelsminister Chinas und Politbüromitglied war. Nachdem Bo Xilai im März 2012 von seinem Posten als Parteichef der Stadt Chongqing abgesetzt worden war, geriet auch Xu Ming ins Visier von Ermittlungen und wurde Anfang April 2012 verhaftet. Am 4. Dezember 2015 starb Xu im Gefängnis, laut offiziellen Angaben an einem Herzinfarkt.